# Joe's Camouflage
Joe's Camouflage è una raccolta discografica di Frank Zappa, pubblicata nel 2014.

## Tracce
Testi e musiche di Frank Zappa.
1. Phyniox (Take 1) – 2:29
2. T'Mershi Duween – 2:28
3. Reeny Ra – 4:13
4. "Who Do You Think You Are" – 1:39
5. "Slack 'Em All Down" – 1:26
6. Honey, Don't You Want A Man Like Me? – 4:16
7. The Illinois Enema Bandit – 6:27
8. Sleep Dirt (In Rehearsal) – 1:08
9. Black Napkins – 8:12
10. Take Your Clothes Off When You Dance – 1:55
11. Denny & Froggy Relate – 0:31
12. "Choose Your Foot" – 1:20
13. Any Downers? – 6:11
14. Phyniox (Take 2) – 4:18
15. "I Heard A Note!" – 1:20

## Formazione
"The Camouflage"
- Frank Zappa - chitarra, voce
- Denny Walley - chitarra, voce
- Robert "Frog" Camarena - voce, chitarra
- Novi Novog - viola, tastiere, voce
- Napoleon Murphy Brock - sassofono, voce
- Roy Estrada - basso, voce
- Terry Bozzio - batteria

Ospite
- Andre Lewis - tastiere